# Hôtel particulier Karamychev

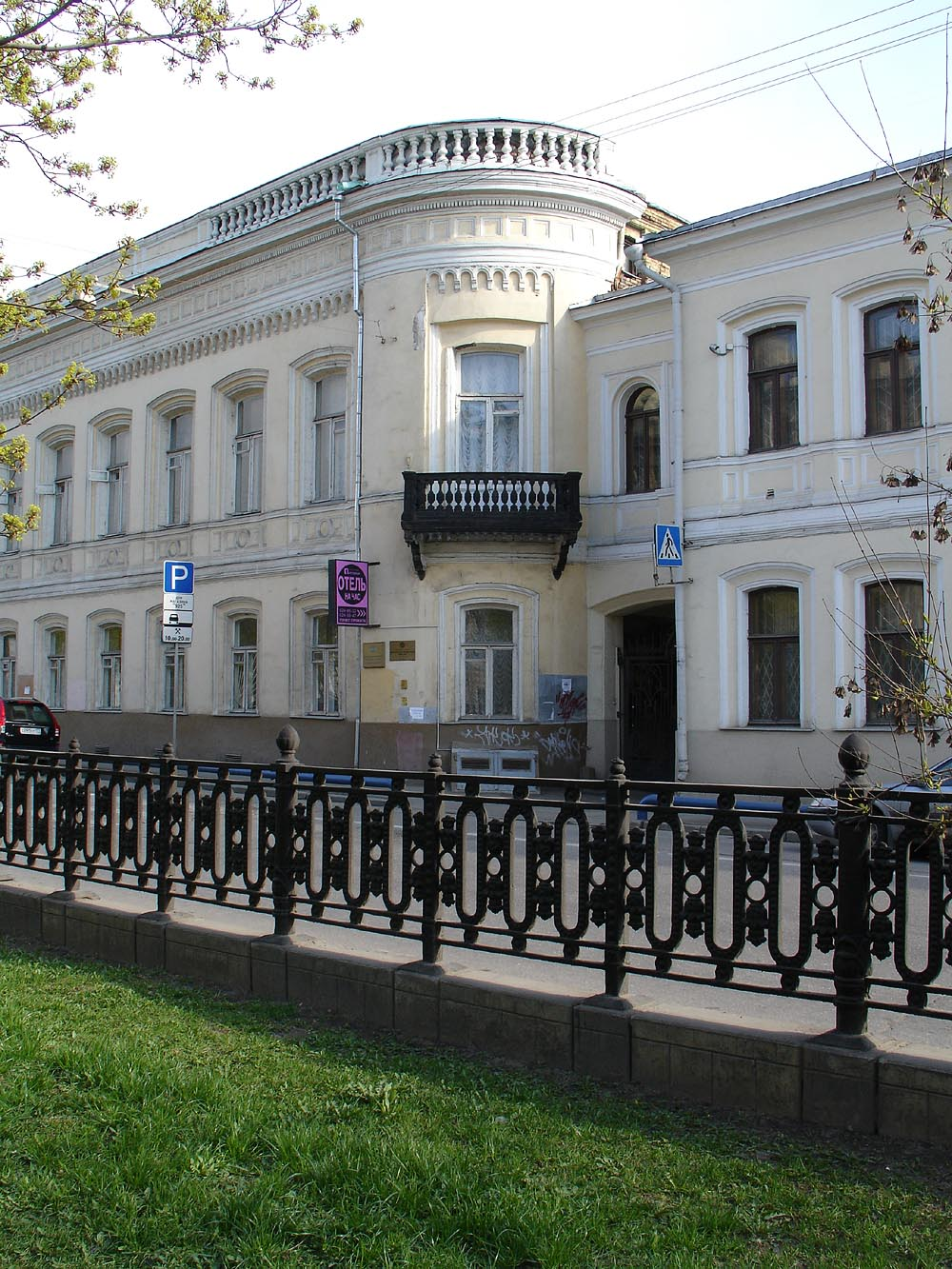
Vue de l'hôtel particulier.

L'hôtel particulier Karamychev (Городская усадьба А. П. Карамышевой) est un ancien hôtel particulier de Moscou situé en plein cœur historique dans le quartier Mechtchanski du district administratif central, au 16, boulevard de la Nativité, non loin du monastère du même nom. 

## Histoire
L'édifice est bâti entre 1787 et 1793 pour sa propriétaire A. P. Karamycheva. Il est refait en 1864, puis réaménagé par l'architecte Bernhard Freudenberg assisté de Iossif Kamenski. L'homme d'affaires allemand Joseph Zenker (1821-1870) l'achète en 1851. Il meurt en 1870 et sa veuve Carolina en hérite. C'est l'une des deux femmes étrangères à être inscrite à l'époque à la première guilde des marchands de Moscou. Elle est à la tête de la firme « Zenker & Compagnie » que son mari avait fondée en 1853. En 1869, cette firme a suffisamment de moyens pour contribuer à la création de la « banque comptable de Moscou » qui réalisait un important chiffre d'affaires de 100  millions de roubles par an. L'un de ses fils, Franz, la dirige à partir de 1900. Elle cesse d'exister au début de l'année 1918 avec la Révolution.
Carolina Zenker fait installer des canalisations et l'eau courante. Elle disposait dans son hôtel particulier de quatorze pièces, neuf au rez-de-chaussée et cinq à l'étage, le reste étant loué. L'aile de droite construite à la place des communs était divisée en appartements qu'elle donnait aussi en location. En 1890, elle acquiert en plus le domaine de Lapino-Spasskoïe, près de Moscou.
Après la révolution d'Octobre, l'ensemble est divisé en appartements communautaires. L'écrivain Demian Bedny a habité la partie droite de 1933 à 1943. Une plaque rappelle sa mémoire. 